# Howdenia gloriosa
Howdenia gloriosa är en skalbaggsart som beskrevs av Brett C.Ratcliffe 1978. Howdenia gloriosa ingår i släktet Howdenia och familjen Cetoniidae. Inga underarter finns listade i Catalogue of Life.